# Felix Lohkemper
Felix Lohkemper (* 26. Januar 1995 in Wetzlar) ist ein deutscher Fußballspieler.

## Karriere

### Vereine
Lohkemper wechselte 2009 vom SV Kickers Büchig zum Karlsruher SC und schloss sich ein Jahr später dem Nachwuchsleistungszentrum des VfB Stuttgart an. Am 15. Dezember 2012 (22. Spieltag) gab er für die zweite Mannschaft des VfB Stuttgart in der 3. Liga gegen seinen ehemaligen Verein Karlsruher SC sein Profidebüt.
Am 25. Mai 2015 wechselte Lohkemper zur TSG 1899 Hoffenheim II und spielte nach der U-20-Fußball-Weltmeisterschaft 2015 für die TSG. Zur Saison 2016/17 wechselte er zum 1. FSV Mainz 05 II.
Nach dem Abstieg der Mainzer in die Regionalliga schloss er sich zur Saison 2017/18 dem Drittligisten 1. FC Magdeburg an. In seiner Debütsaison kam Lohkemper auf 17 Einsätze, bei denen er meist eingewechselt wurde und schoss fünf Tore. Am Ende der Saison stieg er mit dem 1. FC Magdeburg in die 2. Bundesliga auf.
In der Vorbereitung zur ersten 2. Ligasaison des Vereins hinterließ er einen überzeugenden Eindruck; so wurde sein Treffer im Testspiel gegen den CFC Genua für das Tor des Monats Juli 2018 nominiert. Nach dem Trainerwechsel zu Michael Oenning im November 2018 wurde Lohkemper regelmäßig in der Startformation der Magdeburger eingesetzt und bildete mit Philip Türpitz und Christian Beck eine Angriffsformation. Bei den Sprinttests in der Winterpause erwies er sich als schnellster Spieler des 1. FC Magdeburg. Insgesamt erzielte er in seiner ersten Zweitligasaison 6 Tore in 29 Spieleinsätzen, wurde am 22. Spieltag nach dem Spiel gegen Arminia Bielefeld in die Elf des Spieltags vom Kicker gewählt und am 31. Spieltag nach dem Spiel gegen die SpVgg Greuther Fürth zum Spieler des Spieltages von den Lesern des Internetportals liga2-online.de gevotet.
Nachdem sich der FCM nicht in der 2. Liga hatte halten können, wechselte Lohkemper zur Saison 2019/20 zum 1. FC Nürnberg, der seinerseits aus der Bundesliga abgestiegen war. Der Stürmer erhielt einen Dreijahresvertrag bei den Franken. Sein erstes Ligator für den Club erzielte er am 3. Spieltag der Saison 2020/21 bei einer 2:3-Niederlage gegen den SV Darmstadt 98. Wegen eines Knochenödems fiel der Stürmer in der Spielzeit 2020/21 die gesamte Rückrunde aus. Dennoch verlängerte der Verein seinen Vertrag am Ende der Saison vorzeitig über unbekannte Laufzeit. Auch in der darauffolgenden Spielzeit brachte er es verletzungsbedingt nur auf je einen Einsatz in der Liga und im Pokal.
Im Juli 2024 wechselte er zum SV Waldhof Mannheim.

### Nationalmannschaft
Am 17. Oktober 2010 debütierte Lohkemper für die U16-Nationalmannschaft gegen die Auswahl Nordirlands. Bei seinem Debüt für die U17 am 12. November 2011 gegen die Auswahl Aserbaidschans erzielte Felix Lohkemper einen Treffer. Er wurde mit dieser Auswahl bei der U-17-Europameisterschaft 2012 Vizeeuropameister. In seinem ersten Spiel für die U18-Auswahl erzielte Lohkemper am 14. November 2012 gegen die Auswahl Italiens das Tor zum 3:0-Endstand.
Er steuerte für die deutschen U19-Junioren in drei Spielen der Eliterunde beim 3:1-Sieg gegen Spanien am 5. Juni 2014 einen Treffer zur Qualifikation für die Endrunde der Europameisterschaft 2014 bei. Beim Turnier in Ungarn spielte Lohkemper in allen drei Vorrundenspielen und im Endspiel gegen Portugal, das die Mannschaft gewann.
Felix Lohkemper wurde zur U20-WM 2015 von Ende Mai bis Mitte Juni in Neuseeland nominiert und kam zu zwei Einsätzen.

## Erfolge
Nationalmannschaft
- U19-Europameister: 2014
- U17-Vize-Europameister: 2012

Verein
- Meister der 3. Liga und Aufstieg in die 2. Bundesliga: 2018 mit dem 1. FC Magdeburg

## Trivia
Lohkemper ist Fan von Borussia Dortmund. Seit ihrer gemeinsamen Zeit beim VfB Stuttgart verbindet ihn ein freundschaftliches Verhältnis mit Joshua Kimmich.